# تل آشارا
تل آشارا (انگلیسی: Terqa) یا ترقا نام شهری باستانی است که در محلی در کرانه‌های فرات میانی در استان دیرالزور سوریه کشف شده‌است، تقریباً ۸۰ کیلومتر (۵۰ مایل) از مرز امروزی با عراق و در ۶۴ کیلومتری (۴۰ مایل) در شمال محوطه باستانی ماری در سوریه، نام آن در زمان نو آشوریان، سیرکو بوده‌است.

## ژن‌های هندی در بین‌النهرین باستان

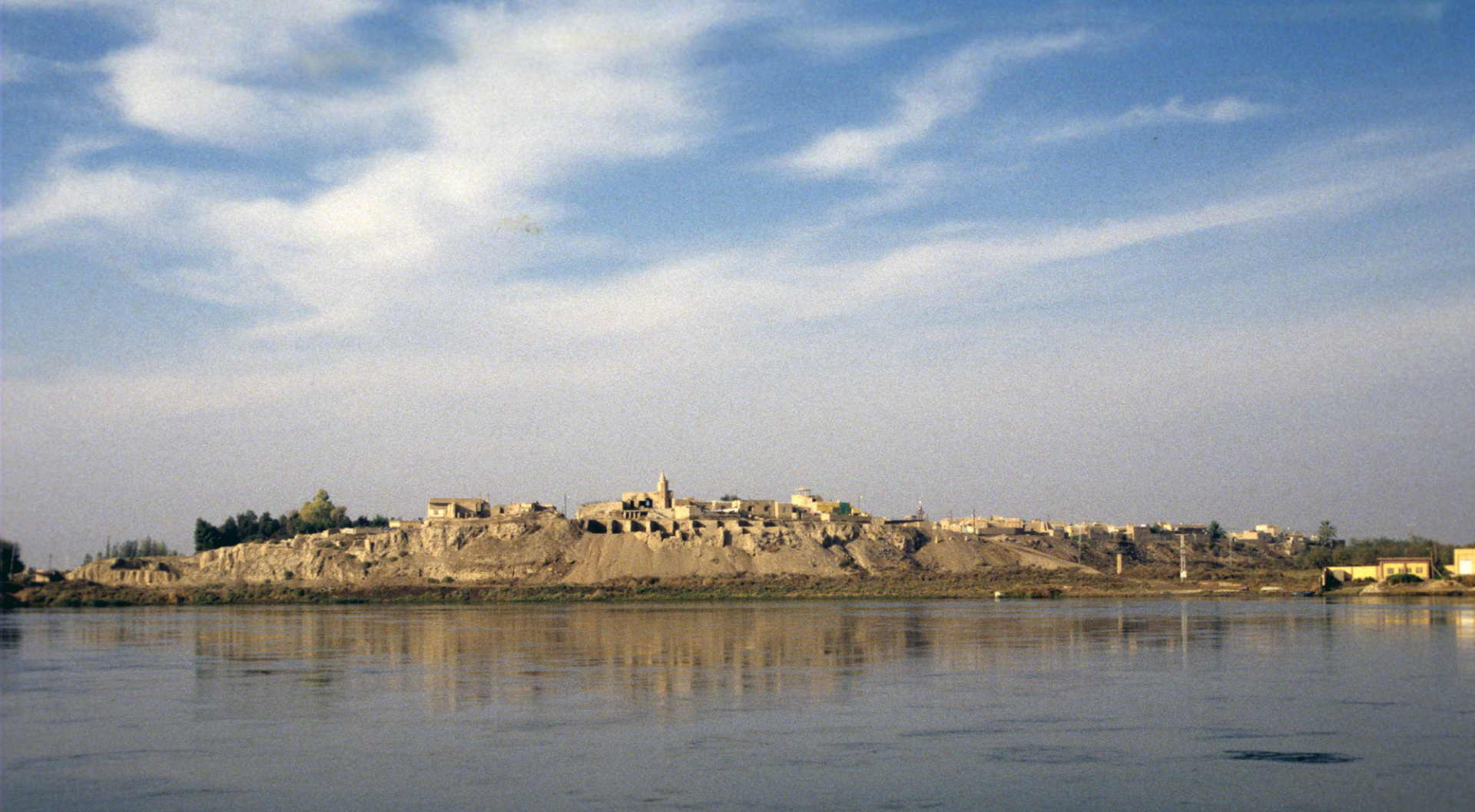
نمایی از دور تل آشارا

مطالعات ژنتیک از استخوان‌های یافت شده در تل آشارا، ارتباط با منطقه شبه قاره هند در دوران پارینه سنگی بالایی را نشان داد. ژن‌های یافت شده در این آثار باستانی در تل آشارا ارتباط انحصاری ژنتیکی با مردمانی امروزی ساکن در تبت و هیمالیا و لداخ و هند و پاکستان را آشکار ساخت. این واقعیت که نمونه‌های یافت شده و مورد مطالعه شامل هم مردان و هم زنها بودند که هر کدام در دوره‌ای متفاوت زندگی می‌کردند و هاپلوتیپ‌های متفاوتی را نشان می‌دادند، نشان می‌دهد که ماهیت حضور آن‌ها در بین‌النهرین طولانی‌مدت بوده‌است و نه صرفاً اتفاقی.
اجداد نزدیک این نمونه‌ها می‌توانند همان جمعیت بنیان‌گذاران ترقا باشند، ترقا که یک مکان تاریخیست و احتمالاً در اوایل عصر برنز ساخته شده‌است، در زمانی که فقط کمی قبلتر از تاریخ‌گذاری سن اسکلت‌های یافت شده‌است. افراد مورد مطالعه همچنین می‌توانستند نوادگان موج‌های مهاجرت قدیمی تری باشند که این ژن‌ها را از شبه قاره هند آورده‌اند. و نمی‌توان از این امر غافل شد که در میان آنها افرادی بودند که در تأسیس تمدن‌های بین‌النهرین دخیل بوده‌اند. به عنوان مثال، عموماً پذیرفته شده‌است که بنیانگذاران تمدن سومری ممکن است از خارج از منطقه آمده باشند، اما منشأ دقیق آنها هنوز محل بحث است.

## کالاهای هندی در بین‌النهرین
سرهای میخک (میخک صدپر)، که تصور می‌شود منشأ آن‌ها از ملوک‌ها در دریای جنوب شرقی آسیا باشد، و متعلق به هزاره دوم پیش از میلاد بودند، در منطقه‌ای در ترقا (تل آشارا) پیدا شد.